# Metiria Turei

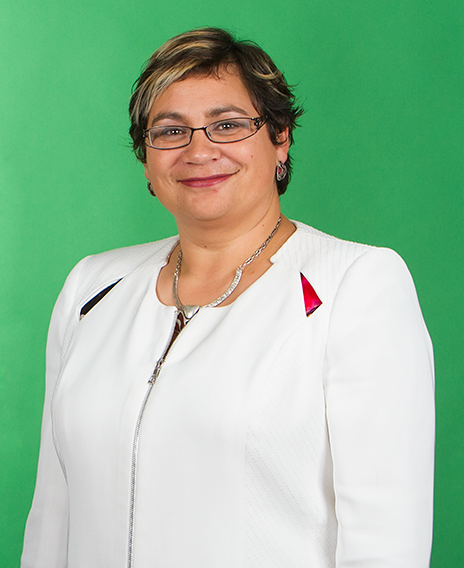
Metiria Turei, 2014

Metiria Turei (* 13. Februar 1970 in Palmerston North) ist eine neuseeländische Politikerin und Umweltschützerin. Sie ist Mitglied der Green Party of Aotearoa New Zealand, war Sprecherin und Co-Vorsitzende der Partei und von 2002 bis 2017 Mitglied des Parlaments von Neuseeland.

## Ausbildung und Privates
Metiria Turei wuchs in Palmerston North auf, ging im Alter von 18 Jahren nach Wellington und machte ihre erste Erfahrung damit arbeitslos zu sein. Sie zog zurück in ihre Heimatstadt, besuchte das Teachers' College, beteiligte sich an der Unemployed Rights Movement (Arbeitslosen-Rechte-Bewegung) und war Koordinatorin des National Māori Beneficiaries Network (nationales Versorgungsnetzwerk für Māori). Dort lernte sie, sich als Frau und als jüngere Person gegen Männer und älteren Männer durchzusetzen. Mit 22 Jahren wurde sie alleinerziehende Mutter mit einer Tochter. Von Palmerston North zog sie dann später nach Auckland, um ein Jurastudium zu beginnen, das sie im Jahr 1999 an der University of Auckland mit dem Bachelor of Laws (Recht) abschloss. Sie heiratete 1998 und arbeitete für etwa ein Jahr als Juristin, bis sie ihre politische Karriere begann. Metiria Turei lebt mit ihrem Mann, ihrer Tochter und zwei Stiefkindern in Dunedin, Otago.

## Politische Karriere
Metiria Turei begann ihre politische Karriere mit der Protestbewegung gegen Arbeitslosigkeit im Jahr 1989. Als sie nach Auckland ging, beteiligte sie sich an der anarchistischen Bewegung, engagierte sich in der NORML, einer Organisation, die sich für die Reformierung des Marihuanagesetzes und der Legalisierung von Cannabis einsetzt und wurde Mitglied der McGillicuddy Serious Party, einer satirischen politischen Partei der 1980er und 1990er in Neuseeland, deren Kandidatin sie im Jahr 1993 war. 1996 ließ sie sich zu den Parlamentswahlen als Kandidatin für die Aotearoa Legalise Cannabis Party aufstellen.
„The truth was there were lots of people excluded from Government.“ (in Deutsch: Die Wahrheit war, dass viele Leute von der Regierung ausgeschlossen waren.), beschreibt ihre politische Zeit, die sie in Auckland verbrachte.
In Auckland lernte sie auch zwei Mitglieder der grünen Partei kennen, die bereits Abgeordnete im neuseeländischen Parlament waren. Von ihnen inspiriert, wurde Metiria Turei im Jahre 2000 Mitglied der Green Party of Aotearoa New Zealand, reiste zwei Jahre lang durchs Land und diskutierte mit Grünen vor Ort alle politisch relevanten Themen jener Tage. 2002 ließ sie sich erstmals als Kandidatin für die Partei aufstellen, belegte den achten Platz auf der Kandidatenliste und kam mit neun erreichten Parlamentssitzen für die grüne Partei bei der Wahl 2002 sicher ins Parlament. Im Juni 2009 wurde sie neben Russel Norman zur Co-Vorsitzenden der Partei gewählt und übernahm damit das Amt der aus Altersgründen scheidenden Jeanette Fitzsimons. Ihre Schwerpunkte seit 2002 waren Umweltschutz, Belange der Māori und Bildung.
Neben zahlreichen Rollen als Sprecherin ihrer Partei, war Metiria Turei im Parlament
- vom 27. August 2002 bis zum 11. August 2005, als Mitglied des Māori affairs select committee,
- vom 4. September 2002 bis zum 11. August 2005, als nicht stimmberechtigtes Mitglied des Education and science select committee,
- vom 10. November 2005 bis zum 19. Juli 2006, als Mitglied des Standing orders select committee,
- vom 16. November 2005 bis zum 2. Juli 2008, als Mitglied des Local government and environment select committee,
- vom 8. November 2005 bis zum 3. Oktober 2008, als Mitglied des Business Committee,
- vom 2. Juli 2008 bis zum 3. Oktober 2008, als Mitglied des Justice and Electoral Committee und
- vom 9. Dezember 2008 bis zum 25. November 2009, als Mitglied des Law and Order Committee

tätig. Weitere Ämterübernahmen bis zum Jahr 2017 folgten.
Am 10. August 2017 trat Turei als Co-Vorsitzende ihrer Partei zurück und beendete ihre Rolle im Parlament mit dem 23. September 2017.